# Élections constituantes de 1946 en Savoie
Les élections constituantes françaises de 1946 se tiennent le 2 juin. Ce sont les deuxièmes élections constituantes, après le rejet du projet de Constitution française du 19 avril 1946 lors du référendum du 5 mai.

## Mode de scrutin
L'assemblée constituante est composée de 586 sièges pourvus au scrutin proportionnel plurinominal suivant la règle de la plus forte moyenne dans chaque département, sans panachage ni vote préférentiel.
Dans le département de la Savoie, trois députés sont à élire.

## Élus
| Député sortant    | Parti | Parti | Député élu ou réélu | Parti | Parti |
| ----------------- | ----- | ----- | ------------------- | ----- | ----- |
| Pierre Cot        |       | URR   | Pierre Cot          |       | URR   |
| Lucien Rose       |       | JR    | Auguste Mudry       |       | PCF   |
| Joseph Delachenal |       | RI    | Joseph Delachenal   |       | RI    |

## Résultats

### Résultats à l'échelle du département
| Parti    | Parti    | Tête de liste     | Résultats | Résultats | Sièges |  |
| Parti    | Parti    | Tête de liste     | Voix      | %         |        |  |
| -------- | -------- | ----------------- | --------- | --------- | ------ |  |
|          | URR-PCF  | Pierre Cot        | 35 157    | 33,00     | 2 1    |  |
|          | RI       | Joseph Delachenal | 28 151    | 26,43     | 1      |  |
|          | MRP      | Jules Hyvrard     | 14 989    | 14,07     | -      |  |
|          | SFIO     | Louis Sibué       | 13 995    | 13,14     | -      |  |
|          | JR-RGR   | Lucien Rose       | 8 740     | 8,21      | - 1    |  |
|          | Rad-soc  | Calixte Salvador  | 3 998     | 3,75      | -      |  |
|          | PCI      | Paul Parisot      | 1 493     | 1,40      | -      |  |
|          |          |                   |           |           |        |  |
| Inscrits | Inscrits | Inscrits          | 141 765   | 100,00    | 3      |  |
| Votants  | Votants  | Votants           | 107 841   | 76,07     |        |  |
| Exprimés | Exprimés | Exprimés          | 106 523   | 98,78     |        |  |